# Hans Høllsberg
Hans Høllsberg (Dinamarca, 3 de enero de 2002) es un futbolista danés que juega como mediocentro en el Fremad Amager de la Segunda División de Dinamarca.

## Trayectoria

### Vejle Boldklub
Høllsberg se formó en el Juelsminde IF, antes de firmar por el Vejle Boldklub a los 13 años. El 25 de septiembre de 2020 se oficializó su nuevo contrato, que comenzaba el 1 de enero de 2021 e iba hasta el 1 de junio de 2022.
Tras buenas actuaciones en la pretemporada 2021-22 con el primer equipo, fue recompensado con un nuevo contrato hasta junio de 2024 y su ascenso al propio primer equipo. El 18 de julio de 2021 debutó con el Vejle, entrando como suplente en la primera parte en una derrota en liga por 0-2 frente al Randers FC.

## Clubes
| Club                | País      | Año       |
| ------------------- | --------- | --------- |
| Vejle Boldklub      | Dinamarca | 2021-2023 |
| Esbjerg fB (cedido) | Dinamarca | 2022-2023 |
| Fremad Amager       | Dinamarca | 2023-act. |